# Avicularia doleschalli
Avicularia doleschalli är en spindelart som först beskrevs av Anton Ausserer 1871.  Avicularia doleschalli ingår i släktet Avicularia och familjen fågelspindlar. Inga underarter finns listade.